# Sistema portal hepàtic
|  | No s'ha de confondre amb Circulació enterohepàtica. |

En anatomia humana, el sistema portal hepàtic o sistema venós portal és el sistema de venes que comprèn la vena porta hepàtica i els seus afluents. Els altres sistemes venosos portals del cos són el sistema portal renal i el sistema portal hipofisiari.

## Estructura
Les venes grans que es consideren part del sistema venós portal són:
- Vena porta hepàtica
- vena esplènica
- Vena mesentèrica superior
- Vena mesentèrica inferior

La vena mesentèrica superior i la vena esplènica s'uneixen per formar la vena porta hepàtica. La vena mesentèrica inferior es connecta en la majoria de persones a la vena esplènica, però en algunes persones, se sap que es connecta a la vena porta o la vena mesentèrica superior.
Aproximadament, el sistema venós portal correspon a les àrees subministrades pel tronc celíac, l'artèria mesentèrica superior i l'artèria mesentèrica inferior.

## Funció

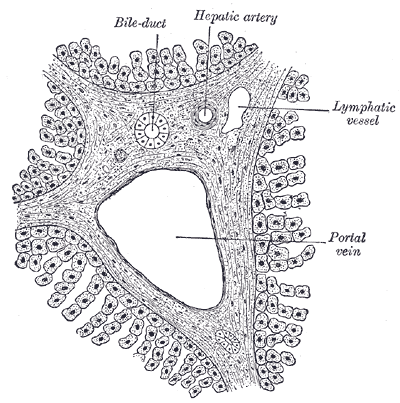
Secció microscòpica a través d'una petita branca de la vena porta dins del fetge (ampliada ×250)

El sistema venós portal s'encarrega de dirigir la sang des de parts del tracte gastrointestinal fins al fetge. Les substàncies absorbides a l'intestí prim viatgen primer al fetge per ser processades abans de continuar cap al cor. No tot el tracte gastrointestinal forma part d'aquest sistema. El sistema s'estén des de la part inferior de l'esòfag fins a la part superior del canal anal. També inclou el drenatge venós de la melsa, el pàncrees i el greix visceral.